# 1906
1906 (MCMVI) byl rok, který dle gregoriánského kalendáře započal pondělím.

## Události
Česko
- 29. března – vyšlo první číslo novin Venkov, ústředního orgánu Agrární strany
- 4. srpna – zatmění Měsíce
- byl založen Sbor dobrovolných hasičů ve Velké

Předlitavsko
- 2. května – předsedou vlády Konrad Hohenlohe-Waldenburg-Schillingsfürst
- 2. června – předsedou vlády Max Wladimir von Beck (do 1908)

Svět
- 11. února – Papež Pius X. vydal encykliku Vehementer nos.
- 8. dubna – erupce sopky Vesuv zničila Neapol
- 18. dubna – zemětřesení zničilo město San Francisco
- 16. května – Země se zatřásla ve Valparaísu v Chile, zahynulo 20 000 lidí.
- 13. června – Na vodu byl spuštěn luxusní zaoceánský parník RMS Lusitania.
- 4. srpna – Na vodu byla spuštěna první německá ponorka SM U 1.
- vznikl parlament ve Finsku

## Vědy a umění
- 15. listopadu – Jan Janský přednesl v Praze na schůzi Spolku lékařů českých o svém objevu čtyř krevních skupin
- 20. listopadu – V Londýně se konala premiéra hry "Doctor's Dilemma" (Lékař v rozpacích) George Bernarda Shawa
- 30. listopadu – Tenorista Karel Burian byl prvním Čechem, který zpíval v Metropolitní opeře. Debutoval ve Wagnerově opeře Tannhäuser
- 24. prosince se uskutečnilo první rozhlasové vysílání v dějinách. Kanaďan Reginald Aubrey Fessenden vysílal první rozhlasový koncert na světě.
- byl v Malé Asii (asi 150 km severovýchodně od Ankary) německou expedicí objeven velký archív chetitských králů
- fyzik Charles Glover Barkla objevil rozptyl rentgenového záření v plynech
- americký fyzik Lee De Forest vyvinul elektronický zesilovač, který se stal klíčovou součástí při bezdrátovém přenosu mluveného slova
- německý vynálezce Alfred Wilm představil dural novou kovovou slitinu hliníku, mědi a magnézia
- v USA byl vyroben první pásový traktor na parní pohon

## Nobelova cena
- Nobelova cena za fyziku – Joseph John Thomson (Velká Británie)
- Nobelova cena za fyziologii a lékařství – Camillo Golgi (Itálie) a Santiago Ramón y Cajal (Španělsko)
- Nobelova cena za chemii – Henri Moissan (Francie)
- Nobelova cena za literaturu – Giosuè Carducci (Itálie)
- Nobelova cena za mír – Theodore Roosevelt – prezident USA za zásluhy o zprostředkování portsmouthského míru, který roku 1905 ukončil rusko-japonskou válku.

## Sport
- 26. června – konala se Grand Prix Francie, první Velká cena automobilů na okruhu v historii
- 19. listopadu – MOV vybral pro pořádání příštích olympijských her v roce 1908 Londýn

## Narození

### Česko

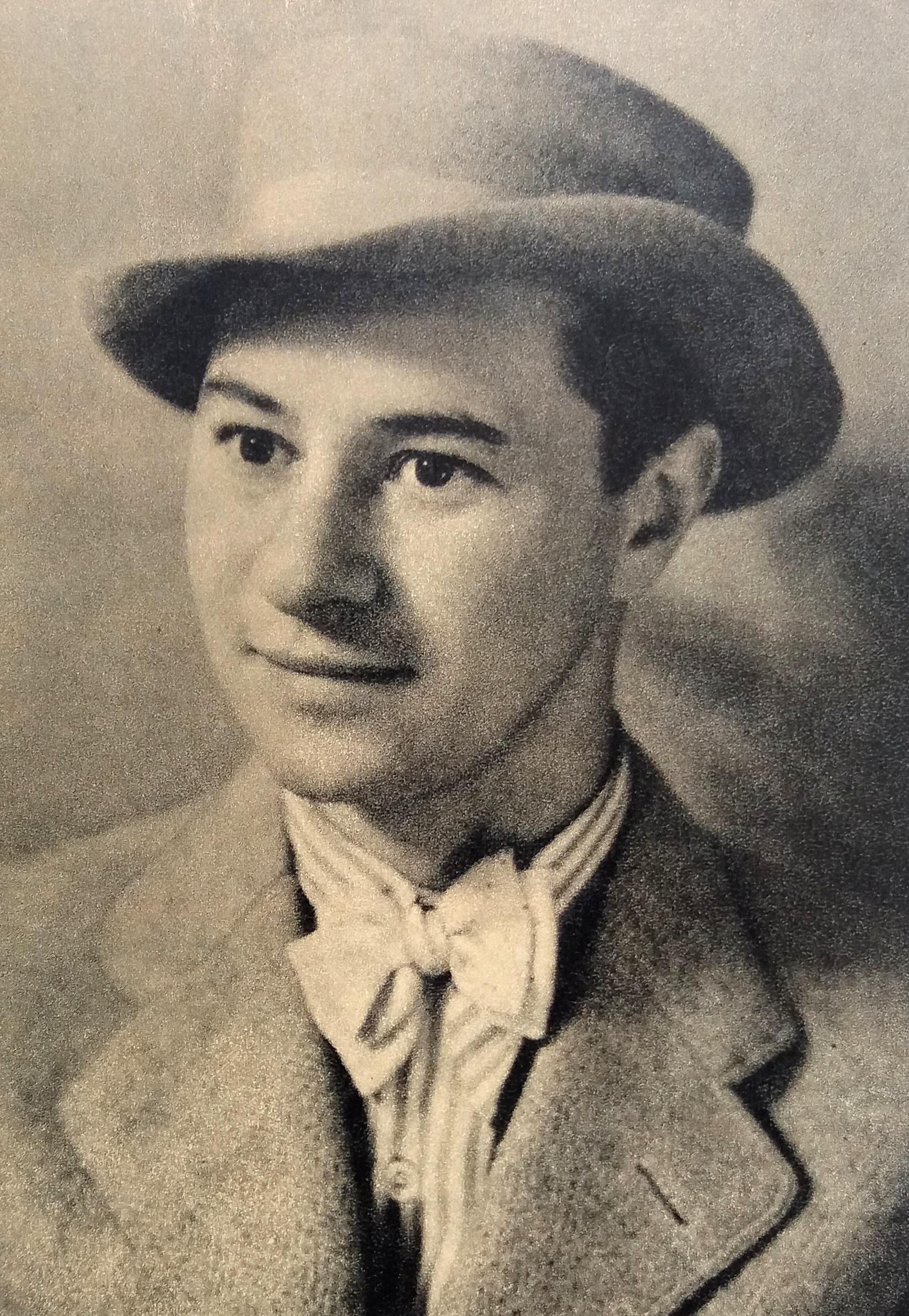
Ladislav Pešek (* 4. října)

- 2. ledna – Josef Danda, architekt († 15. března 1999)
- 6. ledna – Emanuel Tilsch, překladatel († 1990)
- 7. ledna – Alois Chocholáč, český výtvarník († 3. června 1983)
- 8. ledna – Arnošt Faltýnek, herec († 16. září 1991)
- 10. ledna – Jindřich Maudr, československý zápasník, stříbro na OH 1928 († 1. května 1990)
- 13. ledna – Josef Matoušek, historik a vysokoškolský pedagog, popraven († 17. listopadu 1939)
- 17. ledna – Karel Bejbl, československý fotbalový reprezentant († 14. března 1962)
- 24. ledna – Augusta Machoňová-Müllerová, architektka, bytová návrhářka a publicistka († 11. září 1984)
- 30. ledna – Karel Holubec, český lékař a vědec († 6. ledna 1977)
- 31. ledna – Emanuel Hruška, architekt († 16. srpna 1989)
- 3. února
  - Ludmila Pecháčková, česká subreta, tanečnice, žurnalistka a spisovatelka († 11. července 1988)
  - Vladimír Denkstein, český historik umění († 16. února 1993)
- 5. února
  - Jan Sládek, malíř, ilustrátor, grafik, typograf, scénograf († 30. července 1982)
  - Bohuš Záhorský, herec († 22. září 1980)
- 10. února – Josef Klapuch, zápasník, olympionik, stříbrná medaile na OH 1936 († 18. prosince 1985)
- 11. února – Vojtěch Hořínek, sochař († 3. dubna 1998)
- 16. února – Věra Menčíková, československo-britská šachová mistryně († 27. června 1944)
- 22. února – Bohumil Ptáček, básník a překladatel († 1977)
- 25. února
  - Rudolf Brdička, profesor fyzikální chemie († 25. června 1970)
  - Josef Robotka, účastník protifašistického odboje († 12. listopadu 1952)
- 28. února – Jaroslav Francl, hudební skladatel a pedagog († 19. června 1990)
- 5. března
  - Rudolf Krčil, československý fotbalový reprezentant († 1. dubna 1981)
  - Peretz Beda Mayer, izraelský malíř českého původu († 14. srpna 2002)
- 7. března – Jaroslav Burgr, československý fotbalový reprezentant († 15. září 1986)
- 8. března – Karel Lažnovský, novinář, kolaborant s nacisty († 10. října 1941)
- 11. března – Josef Krčil, malíř († 9. prosince 1985)
- 14. března – Rudolf Bureš, lékař, odbojář, politik († 25. února 1980)
- 16. března – František Vodsloň, politik († 5. května 2002)
- 21. března – František Dlouhán, spisovatel a překladatel († 4. září 1979)
- 25. března
  - Jozef Trojan, odbojář a politik († 29. prosince 1953)
  - Alois Hauk, český římskokatolický kněz († 4. března 1992)
- 5. dubna – Vincenc Havel, sochař († 23. února 1992)
- 11. dubna – Rudolf Hanych, malíř († 28. března 1994)
- 15. dubna – Karel Kuchař, geograf, kartograf a historik kartografie († 16. dubna 1975)
- 19. dubna – Evžen Markalous, lékař a umělec († 9. července 1971)
- 23. dubna – Robert Konečný, filozof, psycholog, pedagog a odbojář († 15. října 1981)
- 24. dubna – Ladislav Vele, malíř († 18. července 1953)
- 28. dubna – Otto Fleischmann, československý fotbalový reprezentant († 5. prosince 1950)
- 1. května – Jaroslav Maštalíř, skladatel a klavírista († 22. května 1988)
- 5. května – Miroslav Novák, československý vojenský lékař († 7. ledna 1944)
- 10. května – Jan Vella, československý stíhací pilot u RAF († 10. ledna 1945)
- 11. května – Josef Jan Kratochvíl, český odbojář († 31. srpna 1943)
- 24. května – Jaroslav Šváb, grafik a ilustrátor († 16. května 1999)
- 28. května
  - Miloš Nedbal, herec († 31. října 1982)
  - Milan Reiman, komunistický politik, ekonom a oběť režimu († 6. prosince 1949)
- 7. června – Josef Beyvl, český herec († 10. října 1978)
- 19. června – Miloš Deyl, botanik († 21. února 1985)
- 25. června – Václav Husa, historik († 6. února 1965)
- 28. června – Lubomír Linhart, teoretik fotografie, filmový historik († 10. června 1980)
- 2. července – Karel Weirich, novinář, zachránce Židů († ? 1981)
- 16. července
  - Josef Pietschmann, kněz a varhaník litoměřické katedrály († 9. dubna 1950)
  - Alois Fišárek, malíř († 5. února 1980)
- 24. července – František Hořava, sochař a malíř († 28. května 1974)
- 27. července – František Fait, československý fotbalový reprezentant († ?)
- 5. srpna – František Svoboda, československý fotbalový reprezentant († 6. července 1948)
- 12. srpna – Václav Zralý, architekt († 29. září 1993)
- 18. srpna
  - František Kop, profesor církevního práva († 22. listopadu 1979)
  - Jarmila Švabíková, herečka († 12. března 1969)
- 25. srpna – Josef Kuchynka, učitel, psycholog a spisovatel († 2. června 1978)
- 30. srpna – Karel Böhm, český a rakouský fotbalista, odbojář († 16. listopadu 1942)
- 4. září – Stanislav Mach, hudební skladatel a pedagog († 24. prosince 1975)
- 8. září – Stanislav Zuvač, příslušník výsadku Potash († 23. listopadu 1962)
- 14. září
  - Karel Hofman, malíř († 27. listopadu 1998)
  - Augustin Machalka, opat kláštera v Nové Říši († 3. ledna 1996)
  - Jaroslav Průšek, sinolog († 7. dubna 1980)
- 19. září – Dalibor C. Vačkář, hudební skladatel († 21. října 1984)
- 21. září – Alfons Zeda, ragbista a boxer († 2. září 1972)
- 23. září
  - Karel Herfort, český lékař, gastroenterolog († 21. ledna 2000)
  - Ella Šárková, herečka († 31. října 1991)
- 25. září
  - Jaroslav Ježek, hudební skladatel, dirigent a klavírista († 1. ledna 1942)
  - Marie Wagnerová-Kulhánková, česká sochařka († 7. října 1983)
- 30. září
  - Václav Smetáček, hobojista, hudební skladatel a dirigent († 18. února 1986)
  - Jaromír Tomeček, spisovatel († 15. července 1997)
  - Josef Čtyřoký, československý fotbalový reprezentant († 11. ledna 1985)
- 1. října – Jiří Kořínek, esperantista a překladatel († 20. října 1989)
- 4. října – Ladislav Pešek, herec († 13. července 1986)
- 20. října – Karel Jurek, kronikář a národopisný pracovník († 1998)
- 26. října – Václav Pšenička, československý vzpěrač, stříbro na OH 1932 († 25. dubna 1961)
- 29. října – Bohumír Strnadel-Četyna, spisovatel a novinář († 11. ledna 1974)
- 12. listopadu – Vilibald Bezdíček, vysokoškolský pedagog, politik ministr († 13. srpna 1991)
- 13. listopadu – Světla Svozilová, herečka († 25. února 1970)
- 16. listopadu – Josef Kokeš, malíř († 25. prosince 1967)
- 17. října – Dagmar Benešová, zakladatelka české dětské patologické anatomie († 3. listopadu 1999)
- 28. listopadu – Jaroslav Žák, spisovatel († 29. srpna 1960)
- 29. listopadu – Gustav Vránek, houslista a hudební skladatel († 15. července 1981)
- 5. prosince – Antonín Hnízdo, přírodovědec († 20. června 1973)
- 13. prosince – Štěpánka Štěpánová, operní pěvkyně-altistka († 19. září 1992)
- 14. prosince – Eliška Klimková-Deutschová, lékařka a profesorka neurologie († 2. prosince 1981)
- 19. prosince – Václav Brabec-Baron, československý fotbalový reprezentant († 13. října 1989)
- 21. prosince – Karel Bondy, český podnikatel, advokát, finančník, politik a odbojář († 21. ledna 1945)
- 24. prosince – Václav Tikal, malíř († 26. listopadu 1965)
- 26. prosince – Magda Jansová, architektka († 17. ledna 1981)
- 29. prosince – Oldřich Straka, fotograf († 14. ledna 1983)

### Svět

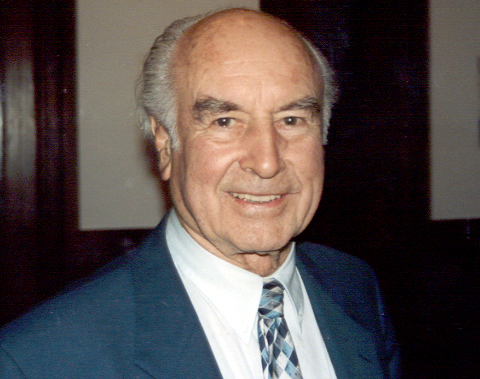
Albert Hofmann (* 11. ledna)

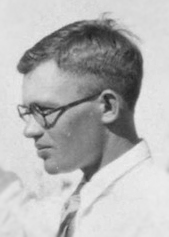
Clyde Tombaugh (* 11. února)

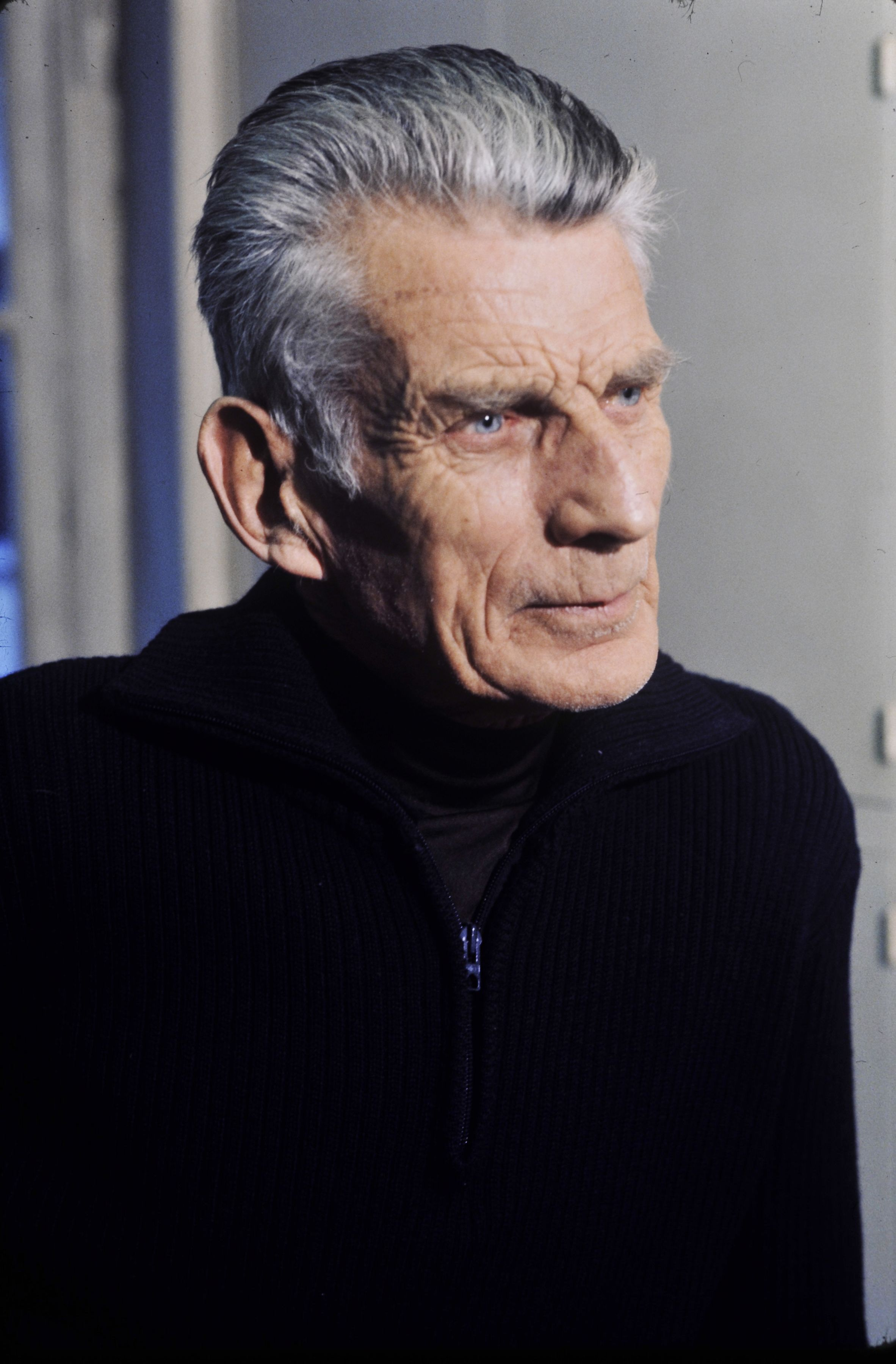
Samuel Beckett (* 13. dubna)

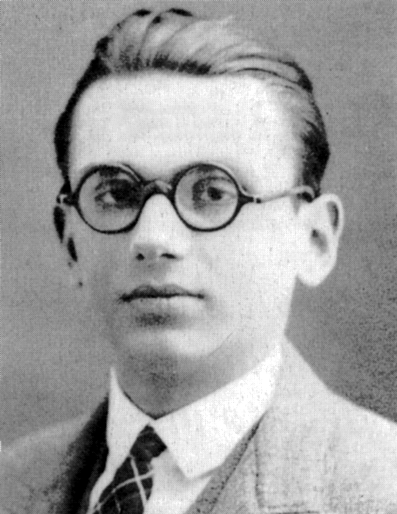
Kurt Gödel (* 28. dubna)

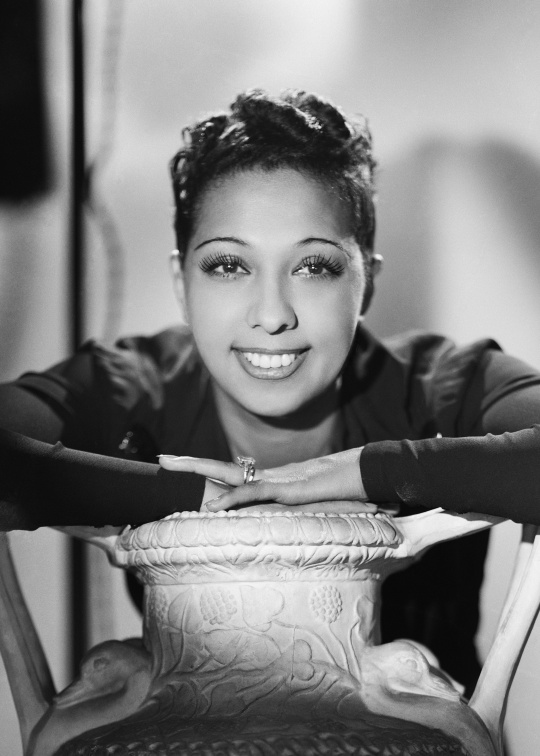
Josephine Baker (* 3. června)

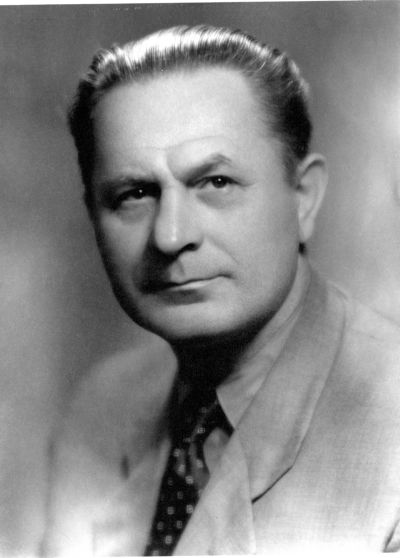
Alexander Moyzes (* 4. září)

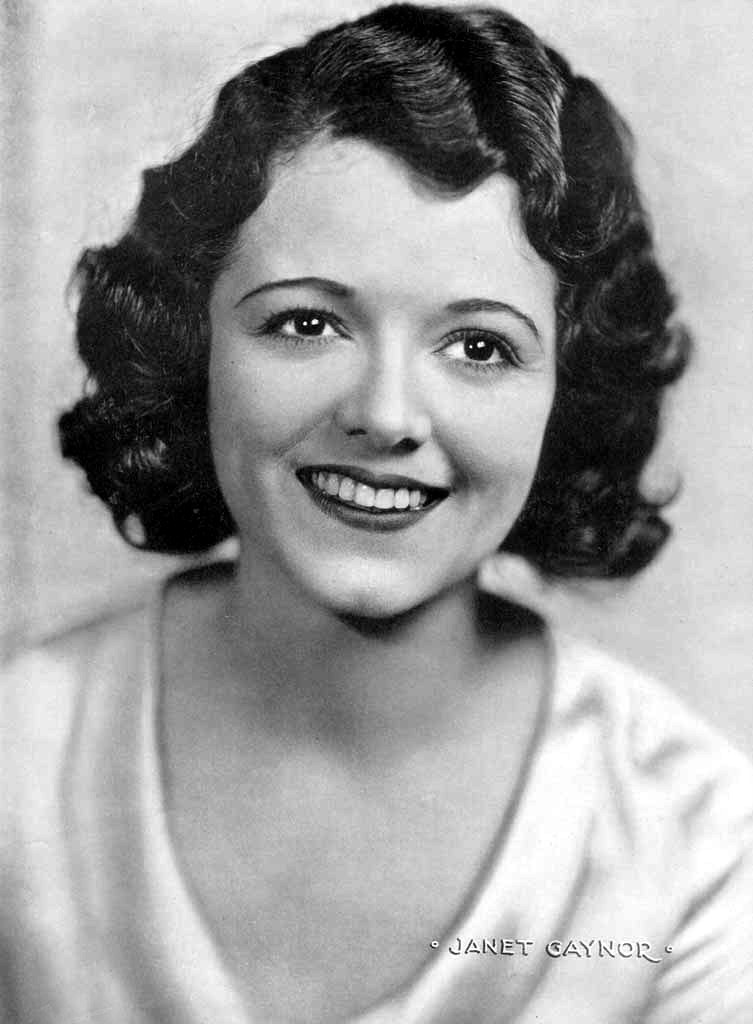
Janet Gaynor (* 6. října)

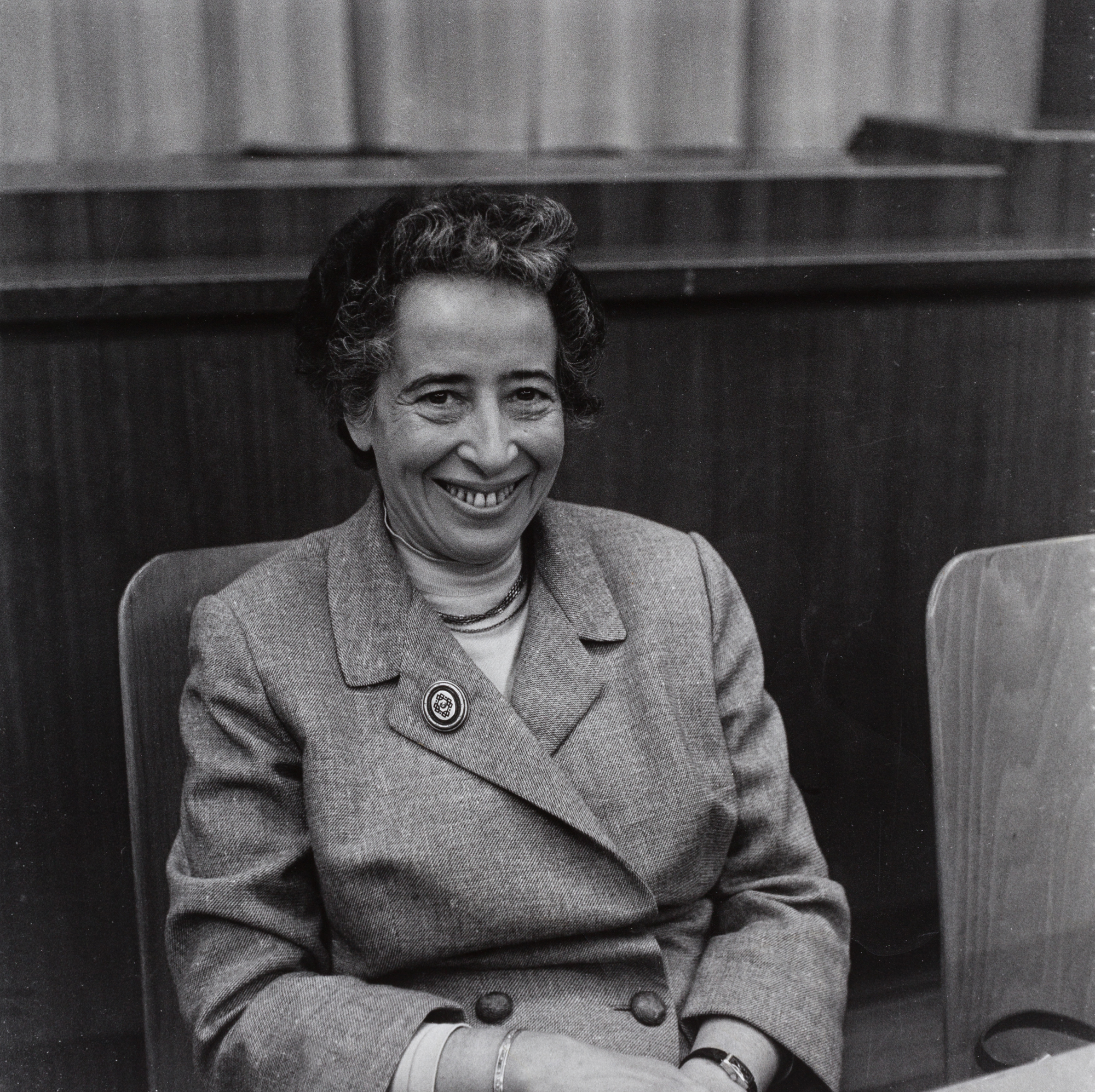
Hannah Arendtová (* 14. října)

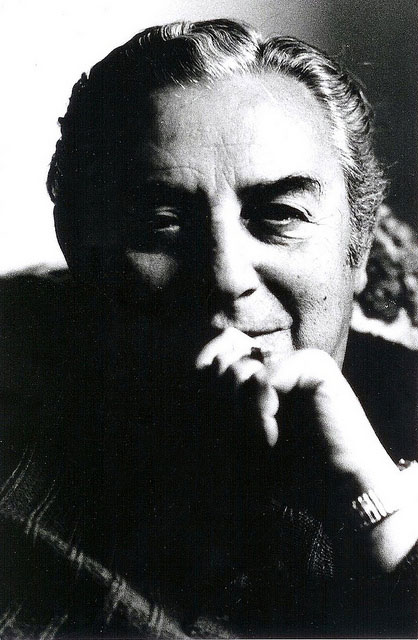
Martin Gregor (* 14. listopadu)

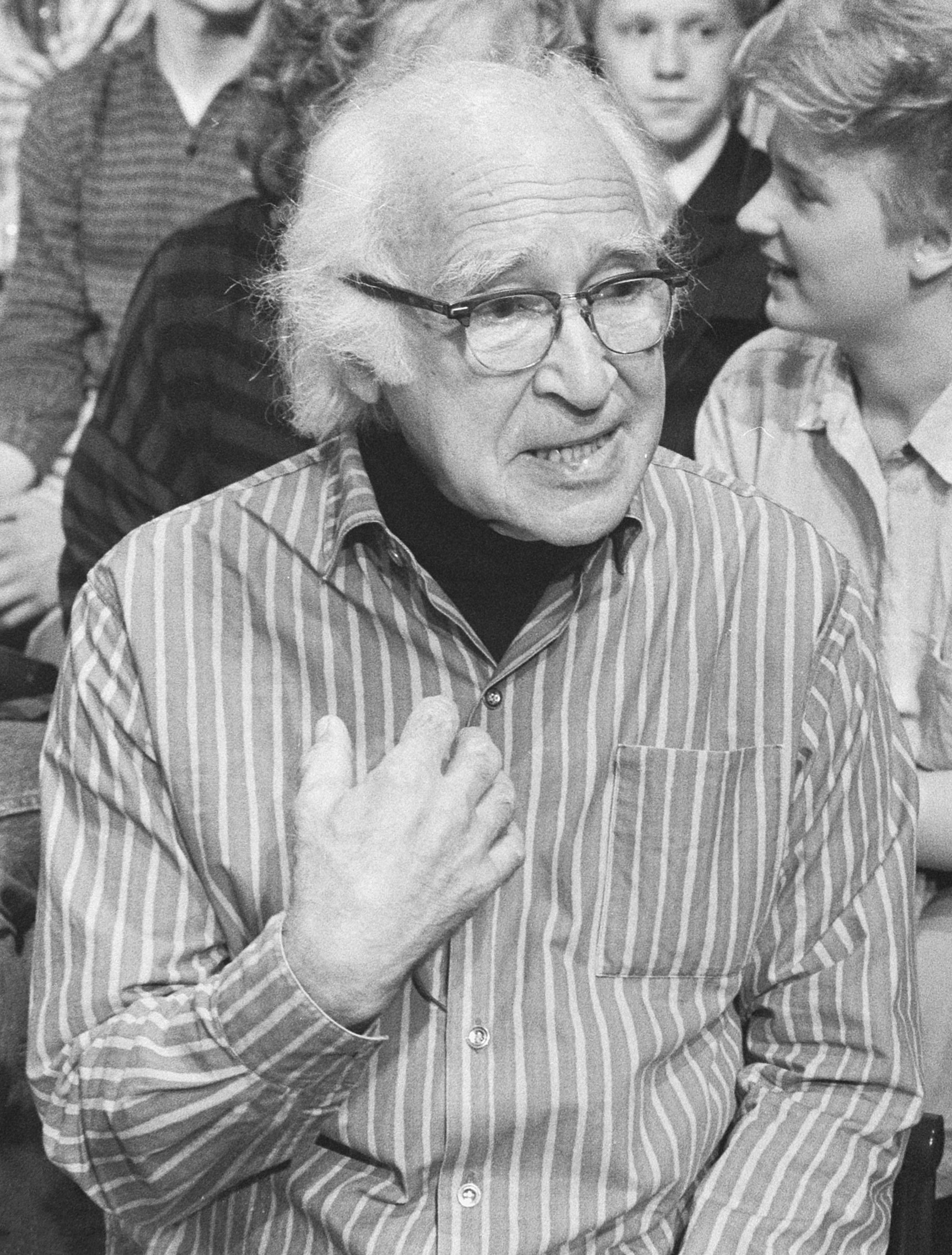
George Wald (* 18. listopadu)

- 3. ledna – Alexej Stachanov, sovětský horník a národní hrdina SSSR († 5. listopadu 1977)
- 4. ledna – Alexander Húščava, slovenský historik († 9. srpna 1969)
- 5. ledna – Kathleen Kenyon, britská archeoložka († 24. srpna 1978)
- 6. ledna – Eberhard Wolfgang Möller, německý nacistický spisovatel († 1. ledna 1972)
- 11. ledna – Albert Hofmann, švýcarský chemik, otec LSD († 29. dubna 2008)
- 12. ledna – Emmanuel Lévinas, francouzsko-židovský filozof († 24. prosince 1995)
- 16. ledna – Erich Kähler, německý matematik († 31. května 2000)
- 19. ledna – Hans Loewald, americký psychoanalytik († 9. ledna 1993)
- 20. ledna – Aristoteles Onassis, řecký rejdař a miliardář († 15. března 1975)
- 22. ledna – Robert E. Howard, americký spisovatel († 11. června 1936)
- 26. ledna
  - Ján Golian, slovenský brigádní generál († 1945)
  - Otomar Kubala, slovenský nacionalista, zástupce velitele Hlinkovy gardy († 28. srpna 1946)
- 1. února – Ludwig Lachmann, německý ekonom († 17. prosince 1990)
- 2. února – Zerach Warhaftig, izraelský politik († 26. září 2002)
- 4. února
  - Dietrich Bonhoeffer, německý teolog, filozof a bojovník proti nacismu († 9. dubna 1945)
  - Clyde Tombaugh, americký astronom († 17. ledna 1997)
- 5. února – Richard Ettinghausen, německý historik umění († 2. dubna 1979)
- 7. února
  - Oleg Antonov, sovětský letecký konstruktér († 4. dubna 1984)
  - Pchu I, poslední čínský císař († 17. října 1967)
- 8. února – Franz Andrysek, rakouský vzpěrač, olympijský vítěz († 9. února 1981)
- 14. února – Norbert Mueller, kanadský hokejista, zlato na OH 1928 († 6. července 1956)
- 18. února – Hans Asperger, rakouský pediatr († 21. října 1980)
- 24. února
  - Alexandr Rou, ruský filmový režisér († 28. prosince 1973)
  - Josef Serlin, izraelský politik († 15. ledna 1974)
  - Şükriye Sultan, osmanská princezna a vnučka sultána Abdulazize († 1. dubna 1972)
- 25. února – Boris Papandopulo, chorvatský skladatel a dirigent († 16. října 1991)
- 27. února – Julio Alejandro, španělský scenárista († 21. září 1995)
- 28. února – Bugsy Siegel, americký gangster († 20. června 1947)
- 1. března – Milutin Ivković, jugoslávský fotbalový reprezentant († 23. května 1943)
- 3. března – Artur Lundkvist, švédský spisovatel († 11. prosince 1991)
- 11. března – Zino Davidoff, švýcarský obchodník s tabákem († 14. ledna 1994)
- 16. března – Francisco Ayala, španělský spisovatel († 3. listopadu 2009)
- 17. března – Alfred T. Palmer, americký filmař a válečný fotograf († 31. ledna 1993)
- 19. března
  - Adolf Eichmann, německý válečný zločinec († 1. června 1962)
  - Karol Šiška, slovenský chirurg a politik († 12. dubna 2000)
- 25. března – Alan John Percivale Taylor, anglický historik a novinář († 7. září 1990)
- 29. března – James Bausch, americký olympijský vítěz v desetiboji († 8. července 1974)
- 31. března – Šin’ičiró Tomonaga, japonský fyzik, Nobelova cena za fyziku 1965 († 8. července 1979)
- 9. dubna
  - Natalia Tułasiewicz, polská mučednice, blahoslavená († 31. března 1945)
  - Victor Vasarely, maďarsko-francouzský malíř († 15. března 1997)
- 13. dubna
  - Edward Hamm, americký olympijský vítěz ve skoku do dálky 1928 († 25. června 1982)
  - Samuel Beckett, irský dramatik a prozaik († 22. prosince 1989)
  - Erwin Schneider, rakouský horolezec a kartograf († 18. srpna 1987)
- 16. dubna – James E. Kyes, americký námořní důstojník, hrdina († 23. prosince 1943)
- 17. dubna – Rudolf Schündler, německý herec a režisér († 12. prosince 1988)
- 19. dubna – Einar Haugen, americký lingvista († 20. června 1994)
- 22. dubna
  - Gustav Adolf Švédský, nejstarší syn švédského krále Gustava VI. Adolfa († 26. ledna 1947)
  - Eddie Albert, americký herec († 26. května 2005)
- 24. dubna – William Joyce, britský kolaborant s nacisty († 3. ledna 1946)
- 28. dubna
  - Kurt Gödel, matematik rakouského původu († 14. ledna 1978)
  - Paul Sacher, švýcarský dirigent († 26. května 1999)
- 2. května – Philippe Halsman, americký portrétní fotograf († 25. června 1979)
- 6. května
  - André Weil, francouzský matematik († 6. srpna 1998)
  - Stanisław Motyka, polský horolezec, horský vůdce († 7. července 1941)
- 8. května
  - Tuvia Bielski, polský odbojář († 12. června 1987)
  - Roberto Rossellini, italský filmový režisér a scenárista († 3. června 1977)
- 14. května – Hastings Kamuzu Banda, prezident Malawi († 25. listopadu 1997)
- 17. května – Zinka Milanov, operní sopranistka původem z Chorvatska († 30. května 1989)
- 27. května – Buddhadása, thajský buddhistický filozof († 25. května 1993)
- 28. května – Wolf Albach-Retty, rakouský herec († 21. února 1967)
- 31. května – Bruno Gröning, německý léčitel († 26. ledna 1959)
- 3. června – Josephine Bakerová, francouzsko-americká herečka, zpěvačka a tanečnice († 12. dubna 1975)
- 5. června – Eraldo Monzeglio, italský fotbalista († 3. listopadu 1981)
- 6. června – Max August Zorn, americký matematik († 9. března 1993)
- 12. června – Sandro Penna, italský básník († 21. ledna 1977)
- 14. června – Heinrich Schwarz, německý válečný zločinec († 20. března 1947)
- 15. června – Léon Degrelle, belgický fašistický politik († 1. dubna 1994)
- 18. června – Anton Stankowski, německý malíř, grafik a fotograf († 11. prosince 1998)
- 19. června – Ernst Boris Chain, britský biochemik, Nobelova cena za fyziologii a medicínu 1945 († 12. srpna 1979)
- 20. června
  - Robert King, americký olympijský vítěz ve skoku do výšky († 29. července 1965)
  - Giuseppe Lombrassa, italský fašistický politik († 26. září 1966)
- 22. června – Billy Wilder, americký filmový scenárista a režisér († 27. března 2002)
- 23. června
  - Wolfgang Koeppen, německý spisovatel († 15. března 1996)
  - Arsenij Grigorjevič Golovko, sovětský námořní velitel a admirál († 17. května 1962)
- 25. června – Dave Trottier, kanadský hokejista, zlato na OH 1928 († 13. listopadu 1956)
- 26. června – Edward Akufo-Addo, prezident Ghany. († 17. července 1979)
- 27. června – Şehzade Mehmed Abdülkerim, osmanský princ a vnuk sultána Abdulhamida II. († 3. srpna 1935)
- 28. června
  - Maria Göppertová-Mayerová, americká fyzička německého původu, Nobelova cena 1963 († 20. února 1972)
  - Benjamin Mazar, izraelský archeolog, historik († 9. září 1995)
- 30. června – Tribhuvan , nepálský král († 13. března 1955)
- 1. července
  - Jean Dieudonné, francouzský matematik († 29. listopadu 1992)
  - Estée Lauder, zakladatelka kosmetické společnosti († 24. dubna 2004)
- 2. července – Hans Bethe, německo-americký fyzik († 6. března 2005)
- 8. července – Philip Johnson, americký architekt († 25. ledna 2005)
- 12. července – Ernst Käsemann, německý protestantský teolog († 17. února 1998)
- 16. července – Lee Barnes, americký olympijský vítěz ve skoku o tyči 1924 († 28. prosince 1970)
- 17. července – Dunc Gray, australský cyklista, olympijský vítěz 1932 († 30. srpna 1996)
- 23. července – Vladimir Prelog, chorvatský organický chemik, Nobelova cena za chemii 1975 († 7. ledna 1998)
- 24. července – Bjørn Rongen, norský spisovatel († 26. srpna 1983)
- 31. července – Horacio Coppola, argentinský fotograf a filmař († 18. června 2012)
- 4. srpna – Marie Josefa Belgická, italská královna († 27. ledna 2001)
- 5. srpna – John Huston, americký filmový režisér, scenárista a herec († 28. srpna 1987)
- 7. srpna
  - Nelson Goodman, americký filozof († 25. listopadu 1998)
  - Dezider Milly, slovenský malíř († 1. září 1971)
- 14. srpna
  - Rajmund Galon, polský geograf († 19. června 1986)
  - Horst P. Horst, americký módní fotograf († 18. listopadu 1999)
- 16. srpna
  - František Josef II., lichtenštejnské kníže († 13. listopadu 1989)
  - Edward Ochab, prezident Polska († 1. května 1989)
- 17. srpna – Marcelo Caetano, portugalský předseda vlády († 26. října 1980)
- 18. srpna – Marcel Carné, francouzský filmový režisér († 31. října 1996)
- 20. srpna – Hans Aumeier, nacistický válečný zločinec († 28. ledna 1948)
- 26. srpna – Albert Sabin, americký imunolog, vynálezce vakciny proti obrně († 3. března 1993)
- 27. srpna
  - Ed Gein, americký sériový vrah († 26. července 1984)
  - Edmund Wojtyła, polský lékař, starší bratr papeže Jana Pavla II. († 4. prosince 1932)
- 31. srpna – Raymond Sommer, francouzský pilot Formule 1 († 10. září 1950)
- 2. září – Alexandr Kazancev, ruský spisovatel († 13. září 2002)
- 5. září – Šimon Agranat, předseda Nejvyššího soudu Státu Izrael († 10. srpna 1992)
- 6. září – Luis Federico Leloir, argentinský lékař a biochemik, Nobelova cena za chemii 1970 († 2. prosince 1987)
- 7. září – Wolfgang Graeser, německý matematik a hudební analytik († 13. června 1928)
- 9. září – Harri Larva, finský olympijský vítěz v běhu na 1500 metrů z roku 1928 († 15. listopadu 1980)
- 14. září – Marcello Mascherini, italský sochař a scénograf († 19. února 1983)
- 15. září – Irving Jaffee, americký rychlobruslař, olympijský vítěz († 20. března 1981)
- 16. září – Jack Churchill, britský neortodoxní voják († 8. března 1996)
- 22. září
  - Rosa Rakousko-Toskánská, členka toskánské větve Habsbursko-lotrinské dynastie († 17. září 1983)
  - Ödön Zombori, maďarský zápasník, zlato na OH 1936 († 29. listopadu 1989)
- 25. září – Dmitrij Šostakovič, ruský skladatel a klavírista († 9. srpna 1975)
- 4. října – Eitel Cantoni, uruguayský automobilový závodník († 6. června 1997)
- 6. října – Janet Gaynorová, americká herečka († 14. září 1984)
- 7. října – James E. Webb, ředitel NASA († 27. března 1992)
- 9. října – Léopold Sédar Senghor, básník a první prezident Senegalu († 20. prosince 2001)
- 10. října – Fajsal ibn Abdul al-Azíz, třetí král Saúdské Arábie († 25. března 1975)
- 14. října
  - Hannah Arendtová, německá myslitelka († 4. prosince 1975)
  - Hasan al-Banná, muslimský teolog, zakladatel Muslimského bratrstva († 12. února 1949)
- 15. října – Pinchas Sapir, izraelský politik († 12. srpna 1975)
- 16. října
  - Cleanth Brooks, americký literární teoretik († 10. května 1994)
  - Dino Buzzati, italský spisovatel († 28. ledna 1972)
  - Alois Weiss, nacistický popravčí v Praze († 1986)
- 20. října – Štefan Hoza, slovenský operní pěvec († 6. dubna 1982)
- 22. října – Blanche Caffiereová, americká spisovatelka († 19. listopadu 2006)
- 26. října – Primo Carnera, italský boxer, mistr světa v supertěžké váze († 29. června 1967)
- 30. října
  - Giuseppe Farina, italský pilot Formule 1 († 30. června 1966)
  - Hermann Fegelein, velitel Waffen-SS († 29. dubna 1945)
  - Andrej Nikolajevič Tichonov, ruský matematik a geofyzik († 8. listopadu 1993)
- 2. listopadu
  - Daniil Andrejev, ruský spisovatel († 30. března 1959)
  - Luchino Visconti, italský filmový režisér († 17. března 1976)
- 7. listopadu – Jean Leray, francouzský matematik († 10. listopadu 1998)
- 8. listopadu – Hans Christian Hansen, premiér Dánska († 19. února 1960)
- 9. listopadu – Sajjid Qutb, egyptský spisovatel († 29. srpna 1966)
- 10. listopadu – Josef Kramer, německý válečný zločinec († 13. prosince 1945)
- 13. listopadu
  - Vilma Jamnická, slovenská herečka († 12. srpna 2008)
  - Eva Zeisel, americká průmyslová designérka narozená v Budapešti († 30. prosince 2011)
- 14. listopadu – Martin Gregor, slovenský herec († 29. června 1982)
- 16. listopadu – Henri Charrière, francouzský vrah a spisovatel († 29. července 1973)
- 17. listopadu – Sóičiró Honda, japonský inženýr a průmyslník († 5. srpna 1991)
- 18. listopadu
  - Klaus Mann, německý spisovatel († 21. května 1949)
  - George Wald, americký biochemik, Nobelova cena za fyziologii a medicínu 1967 († 12. dubna 1997)
  - Corneliu Baba, rumunský malíř († 28. prosince 1997)
- 22. listopadu – Antonio Guiteras, kubánský politik († 8. května 1935)
- 23. listopadu – Betti Alverová, estonská básnířka († 19. června 1989)
- 25. listopadu – Karl Waldbrunner, rakouský politik († 5. června 1980)
- 26. listopadu – Leo Aario, finský geograf a geolog († 6. srpna 1998)
- 28. listopadu – Dmitrij Lichačov, ruský literární vědec († 30. září 1999)
- 6. prosince
  - Oton Berkopec, slovinský filolog a spisovatel († 16. září 1998)
  - Marian Spychalski, polský maršál a ministr národní obrany († 7. června 1980)
  - Jakov Alexandrovič Malik, sovětský diplomat († 11. února 1980)
- 9. prosince – Grace Hopperová, americká matematička († 1. ledna 1992)
- 16. prosince – Paul Eduard Robert Armsen, německý matematik († ?)
- 18. prosince – Ferdinand Ďurčanský, slovenský politik († 15. března 1974)
- 19. prosince
  - Wilhelm Friedrich Boger, dozorce v koncentračním táboře v Osvětimi († 3. dubna 1977)
  - Leonid Iljič Brežněv, nejvyšší představitel Sovětského svazu († 10. listopadu 1982)
- 24. prosince – James Hadley Chase, anglický spisovatel († 6. února 1985)
- 25. prosince
  - Ernst Ruska, německý fyzik, Nobelova cena za fyziku 1986 († 25. května 1988)
  - Martin Glaessner, australský geolog a paleontolog († 23. listopadu 1989)
- 27. prosince
  - Mkrtič Armen, arménský prozaik († 22. prosince 1972)
  - Andreas Feininger, americký fotograf († 18. února 1999)
  - Erwin Geschonneck, německý herec († 12. března 2008)
- 28. prosince – Ann Ronell, americká hudební skladatelka a textařka († 25. prosince 1993)
- ? – Sheldon Dick, americký vydavatel, filmař a fotograf († 12. května 1950)
- ? – Rudolf Kastner, maďarský novinář a právník, zachránce Židů († 15. března 1957)

## Úmrtí

### Česko
- 18. ledna – Karel František Edvard Kořistka, český geodet (* 7. února 1825)
- 27. ledna – František Šípek, herec a režizér (* 20. prosince 1850)
- 2. února – Josef Paukner, český hudební skladatel (* 25. února 1847)
- 24. února – Jan Ludvík Lukes, český operní pěvec (* 22. listopadu 1824)
- 3. února – Jan Nepomuk Woldřich, český geolog, paleontolog a amatérský archeolog (* 15. června 1834)
- 9. března – Václav Nekvasil, český stavební podnikatel a politik (* 15. února 1840)
- 19. března – Martin Josef Nováček, český dirigent, skladatel a hudební pedagog v zahraničí (* 10. listopadu 1834)
- 24. března – Josef Klika, pedagog, komeniolog a překladatel (* 28. ledna 1857)
- 4. dubna – Vilém ze Schaumburg-Lippe, český šlechtic (* 12. prosince 1834)
- 20. dubna – Karel Liebscher, český malíř (* 24. února 1851)
- 4. května – František Schwarz, politický a kulturní činitel na Plzeňsku (* 8. května 1840)
- 27. května – Ladislav Rott, český podnikatel (* 5. června 1851)
- 2. června – Vincenc Dominik Bíba, český pedagog (* 25. března 1820)
- 11. června – František Bartoš, pedagog, jazykovědec a etnograf (* 16. března 1837)
- 27. června – Ladislav Rott, český podnikatel (* 5. června 1851)
- 4. července – Josef Hessoun, český kněz, „Apoštol amerických Čechů“ (* 8. srpna 1830)
- 21. července – Jan Štrobl, český typograf a překladatel (* 21. dubna 1849)
- 11. srpna – Franz Moritz Roser, rakouský český lékař a politik (* 18. září 1818)
- 12. srpna – Franz Josef Anton von Pirkershausen, rakouský a český námořní důstojník (* 17. července 1841)
- 26. srpna – Eugen Gura, český operní pěvec (* 8. listopadu 1841)
- 9. září – Václav Březina, malíř (* 15. září 1862)
- 17. září – Jan Václav Lego, národní buditel a spisovatel (* 14. září 1833)
- 29. listopadu – Josef Černý, filolog, pedagog a překladatel (* 1843)
- 4. prosince – Čeněk Šercl, český lingvista (* 28. září 1843)
- 26. prosince – Vladislav Kalousek, klasický filolog (* 12. června 1863)

### Svět

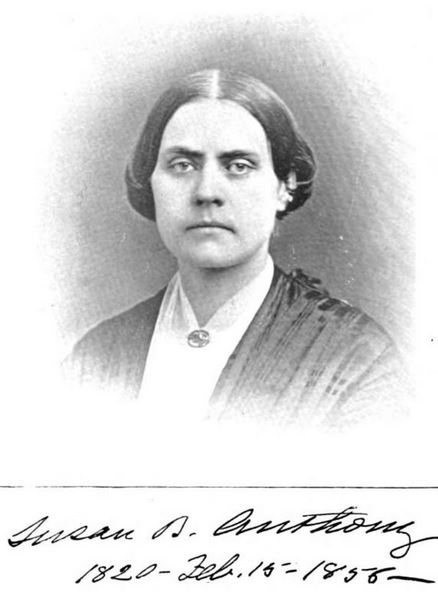
Susan B. Anthony († 15. února)

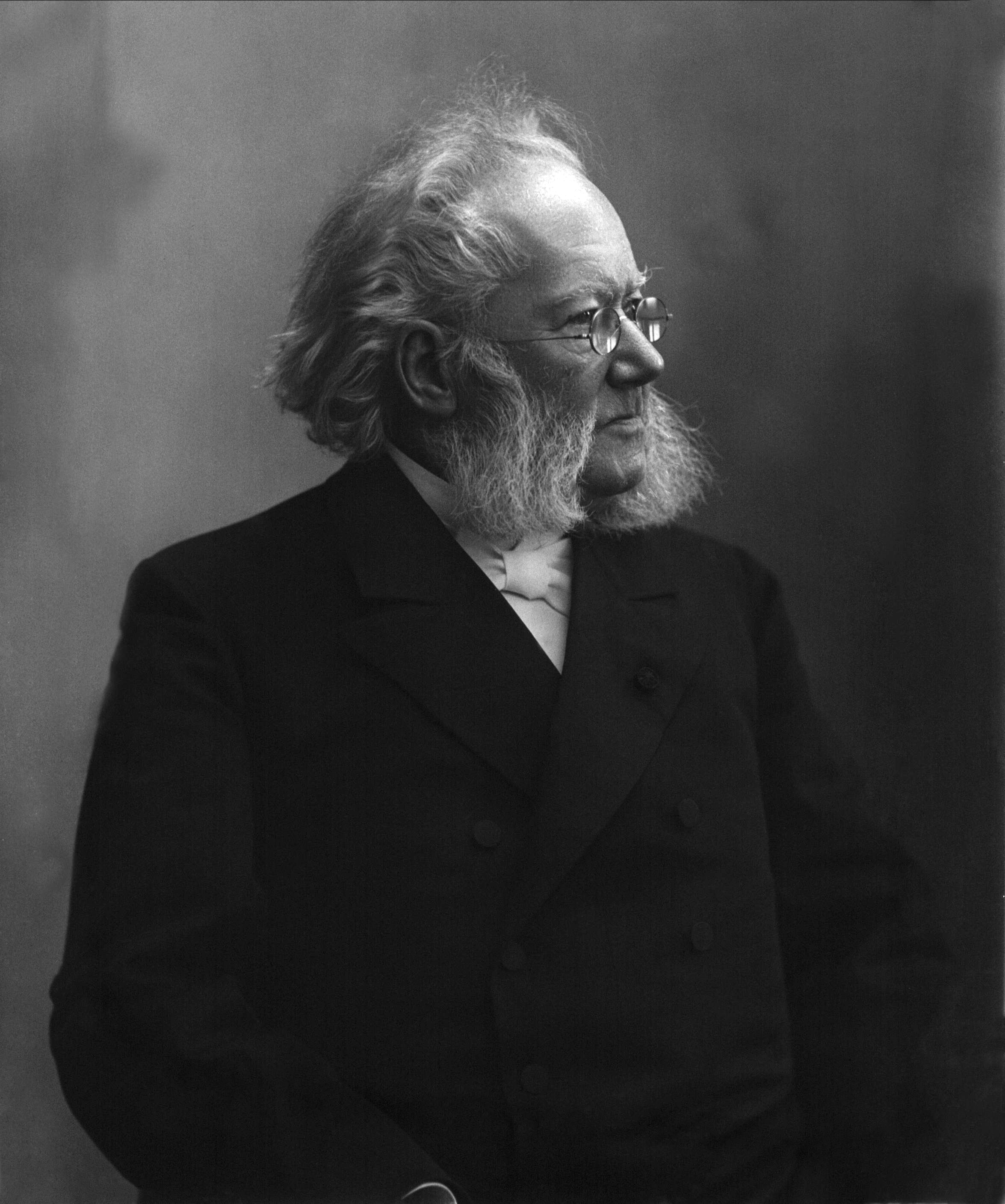
Henrik Ibsen († 20. března)

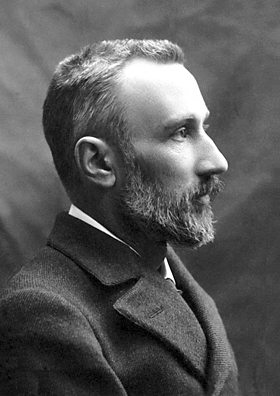
Pierre Curie († 19. dubna)

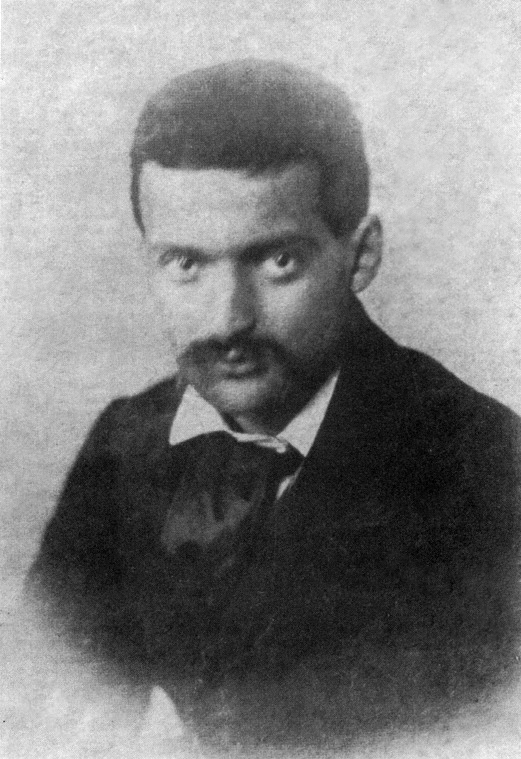
Paul Cézanne († 22. října)

- 13. ledna – Alexander Stěpanovič Popov, ruský fyzik (* 16. března 1859)
- 18. ledna – Ivan Babuškin, ruský revolucionář (* 3. ledna 1873)
- 19. ledna – Bartolomé Mitre, argentinský prezident (* 26. července 1821)
- 29. ledna – Kristián IX., dánský král (* 8. dubna 1818)
- 18. února – Adolph von Asch, bavorský ministr války (* 30. října 1839)
- 21. února – Johann Nepomuk Gleispach, předlitavský šlechtic, právník a politik (* 29. září 1840)
- 22. února – Alexandrina Dietrichstein-Mensdorff-Pouilly, kněžna z Ditrichštejna a dědička mikulovského panství (* 28. února 1824)
- 26. února – Manuel Fernández Caballero, španělský hudební skladatel (* 14. března 1835)
- 27. února
  - Wolfgang Kallab, rakouský historik umění (* 5. července 1875)
  - Samuel Pierpont Langley, americký astronom, fyzik a vynálezce (* 22. srpna 1834)
- 13. března – Susan B. Anthony, americká aktivistka hnutí za práva žen (* 15. února 1820)
- 17. března – Johann Most, americký anarchista (* 5. února 1846)
- 19. března – Étienne Carjat, francouzský žurnalista, karikaturista a fotograf (* 28. března 1828)
- 1. dubna – Léon Fairmaire, francouzský entomolog (* 29. července 1820)
- 6. dubna – Alexander Kielland, norský spisovatel (* 18. února 1849)
- 10. dubna – Georgij Gapon, ruský kněz a revolucionář (* 17. února 1870)
- 11. dubna – Francis Church, americký vydavatel a novinář (* 22. února 1839)
- 14. dubna – Felix Pino z Friedenthalu, předlitavský státní úředník a politik (* 14. října 1825)
- 19. dubna
  - Spencer Gore, anglický tenista a hráč kriketu (* 10. března 1850)
  - Pierre Curie, francouzský fyzik nositel Nobelovy ceny, sražen drožkou (* 1859)
- 26. dubna – Eduard von Kindinger, předlitavský státní úředník a politik (* 25. prosince 1833)
- 7. května – Max Judd, americký politik a šachový mistr (* 27. prosince 1851)
- 23. května – Henrik Ibsen, norský dramatik a básník (* 20. března 1828)
- 5. června – Eduard von Hartmann, německý filozof (* 23. února 1842)
- 8. června – Christian Frederik Emil Horneman, dánský hudební skladatel (* 17. prosince 1840)
- 17. června – Harry Nelson Pillsbury, americký šachový mistr (* 5. prosince 1872)
- 30. června – Jean Lorrain, francouzský novinář, spisovatel a dramatik (* 9. srpna 1855)
- 5. července
  - Paul Drude, německý fyzik (* 12. července 1863)
  - Jules Breton, francouzský malíř a básník (* 1. května 1827)
- 13. července – Josip Eugen Tomić, chorvatský spisovatel (* 18. listopadu 1843)
- 4. srpna – John Manners, 7. vévoda z Rutlandu, britský státník a šlechtic (* 13. prosince 1818)
- 12. srpna – Andrej Osipovič Karelin, ruský malíř a fotograf (* 16. července 1837)
- 19. srpna – Ezechiel Moreno Díaz, biskup a světec (* 9. dubna 1848)
- 21. srpna – Edmund von Krieghammer, ministr války Rakouska-Uherska (* 4. června 1832)
- 23. srpna – Stevan Sremac, srbský spisovatel (* 23. listopadu 1855)
- 5. září – Ludwig Boltzmann, rakouský fyzik (* 20. února 1844)
- 9. října – Joseph Glidden, vynálezce ostnatého drátu (* 18. ledna 1813)
- 18. října – Friedrich Konrad Beilstein, rusko-německý chemik (* 17. února 1838)
- 19. října – Karl Pfizer, německý chemik (* 22. března 1824)
- 22. října – Paul Cézanne, francouzský malíř (* 19. ledna 1839)
- 23. října – Vladimir Vasiljevič Stasov, ruský hudební a umělecký kritik, historik umění (* 14. ledna 1824)
- 25. října – Albert Réville, francouzský protestantský teolog (* 4. listopadu 1826)
- 27. října – Włodzimierz Spasowicz, polský literární kritik, novinář a právník (* 16. ledna 1829)
- 1. listopadu – Ota František Josef, rakouský arcivévoda (* 21. dubna 1865)
- 5. listopadu – Georg Krauss, německý průmyslník (* 25. prosince 1826)
- 3. prosince – Ambro Pietor, slovenský novinář a publicista (* 15. října 1843)
- 7. prosince – Élie Ducommun, švýcarský mírový aktivista a držitel Nobelovy ceny míru (* 19. února 1833
- 9. listopadu – Alžběta od Nejsvětější Trojice, francouzská bosá karmelitánka, autorka duchovních spisů, blahoslavená (* 18. července 1880)
- 11. prosince – Axel Lindahl, švédský fotograf (* 1841)
- 17. prosince – Ignác Acsády, maďarský historik (* 9. září 1845)
- 30. prosince – Josephine Elizabeth Butler, britská anglikánská aktivistka, feministka, sociální reformátorka (* 13. dubna 1828)

## Hlavy států
- České království – František Josef I.
- Papež – Pius X.
- Království Velké Británie – Eduard VII.
- Francie – Émile Loubet/Armand Fallières
- Uherské království – František Josef I.
- Rakouské císařství – František Josef I.
- Rusko – Mikuláš II.
- Prusko – Vilém II. Pruský
- Dánsko – Kristián IX./Frederik VIII.
- Švédsko – Oskar II.
- Norsko – Hakon VII.
- Belgie – Leopold II. Belgický
- Nizozemsko – Vilemína
- Řecko – Jiří I. Řecký
- Španělsko – Alfons XIII. Španělský
- Portugalsko – Karel I. Portugalský
- Itálie – Viktor Emanuel III.
- Osmanská říše – Abdulhamid II.
- USA – Theodore Roosevelt
- Japonsko – Meidži
- Čínské císařství – Kuang-Sü, fakticky: Cch'-si